# 柳生村
柳生村（やぎゅうむら）は奈良県北部、添上郡に属していた村。現在は奈良市の東部。

## 歴史
- 1889年（明治22年）4月1日 - 町村制の施行により、添上郡 柳生村、北野山村、柳生下村、丹生村、興ヶ原村、大保村、邑地村が合併し添上郡柳生村が成立。
- 1957年（昭和32年）9月1日 - 田原村、大柳生村、東里村、狭川村とともに奈良市へ編入される。同日柳生村廃止。